# 수중사진

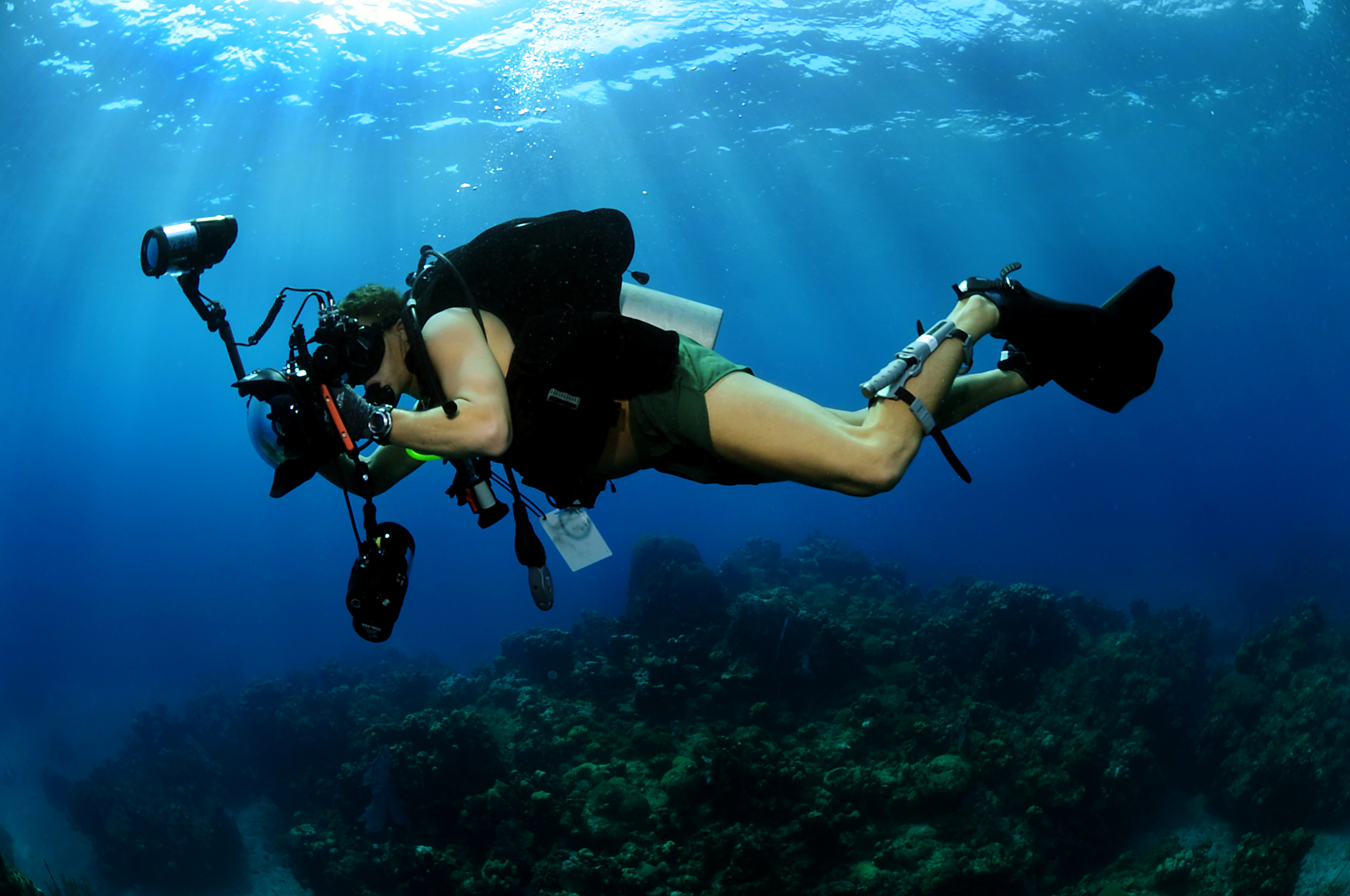
물 속을 찍고 있는 사람

수중사진(水中寫眞)은 물 속에서 찍은 사진을 말한다. 바다, 강 등에서 찍은 사진을 말하는 것이 많으며, 사람이 직접 물 속으로 들어가 찍을 때에는 잠수용구를 착용하는 것이 대부분이다. 일반적으로 스쿠버 다이빙 중에 수행되지만 표면 공급 다이빙, 스노클링, 수영, 잠수정 또는 원격 작동 수중 차량 또는 표면에서 내려진 자동 카메라를 통해 수행할 수 있다.
수중 사진 역시 예술의 한 형태이자 데이터를 기록하는 방법으로 분류될 수 있다. 성공적인 수중 이미징은 일반적으로 특수 장비와 기술을 사용하여 수행된다. 그러나 흥미롭고 드문 사진 촬영 기회를 제공한다. 물고기와 해양 포유동물과 같은 동물은 일반적인 주제이지만 사진 작가들은 난파선, 수중 동굴 시스템, 수중 "풍경", 무척추 동물, 해초, 지질 학적 특징 및 동료 다이버의 초상화도 추구한다.

## 저명한 수중사진가
- 에이드리언 비들
- 자크 쿠스토
- 헨리 웨이 켄들
- 레니 리펜슈탈
- 웨슬리 C. 스카일스

## 같이 보기
- 자연사진
- 액션 카메라